# Dusona nitidipleuris
Dusona nitidipleuris är en stekelart som beskrevs av Horstmann 2004. Dusona nitidipleuris ingår i släktet Dusona och familjen brokparasitsteklar. Inga underarter finns listade i Catalogue of Life.